# Шешаев, Павел Петрович
Павел Петрович Шешаев (1890-?)

## Биография
- Начальник штаба Десантных отрядов Волжско-Каспийской военной флотилии.
- 19.05.1920 — Врид начальника штаба Экспедиционного корпуса Волжско-Каспийской военной флотилии.

19 мая, сразу же после изгнания военморами из Энзели англичан командующий ВКВФ (комфлота) Ф.Ф. Раскольников подписал приказ по флотилии о том, что её «первый, второй и третий десантные отряды переименовываются в Экспедиционный корпус»... командиром (комкором) назначается И.К. Кожанов, а военным комиссаром (военкомом) — Б.Л. Абуков. В тот же день комкор своим приказом утвердил временно исполняющим должность начштаба Экспедикора П.П. Шешаева — начальника штаба десантных отрядов (десотрядов) флотилии, который, подменяя Кожанова, находился тогда в Астаре и поэтому к исполнению своих непосредственных обязанностей приступил лишь 30 мая.

- 21.07.1920 — Приказом по Флоту Балтийского моря №553 назначен комендантом Шлиссельбургской крепости.
- 24.03.1921 — Комендант Кронштадтской крепости
- xx.09.1921 — Слушатель Военно-морской академии.
- xx.xx.1929 — На Научно-исследовательском морском артиллерийском полигоне.
- xx.07.1932 — Член правительственной комиссии от ЛАНИМИ на испытаниях 356-мм орудия на железнодорожном транспортёре.
- хх.хх.1932 — Начальник ЛАНИМИ.

Возглавлял ЛАНИМИ в то время Павел Петрович Шешаев. Качества старого большевика, прошедшего закалку в огне Октябрьской революции и гражданской войны, сочетались в нем с организаторскими способностями и глубокими специальными знаниями (Устинов Д. Ф. Во имя Победы, с. 50).

- Старший военпред УВ УМС в г. Ленинграде.
- Приказом НКО №01164 от 03.12.1937 уволен с должности по статье 44в. Арестован как участник «военного заговора» на основании показаний начальника Управления кораблестроения УМС РККА инженера-флагмана II ранга Б. Е. Алякрицкого от 15 июля 1937 года[2], затем освобождён из-под ареста в связи с прекращением дела[3].
- хх.09.1943 — Артиллерийский приёмщик в составе военной миссии СССР в Англии.